# 威尔士王子茶
威尔士王子茶（英語：Prince of Wales tea blend）是由几种中国红茶拼配而成的一款茶，以英王爱德华八世即位以前的头衔威爾士親王命名，因为此茶最早是爲其调制的。川宁是第一家获准出售此茶的公司。此茶通常在下午與烤司康饼一起供應。